# Worried About the Boy
Worried About the Boy è un film per la televisione del 2010 diretto da Julian Jarrold e trasmesso dalla BBC. Il film è incentrato sulla vita di George Alan O'Dowd, meglio conosciuto come Boy George.
Boy George è interpretato da Douglas Booth, mentre il cast principale comprende Mark Gatiss, Freddie Fox e Richard Madden.

## Trama
Nel 1980, il giovane George O'Dowd continuamente criticato dai suoi genitori per il look stravagante e i suoi modi effeminati si trasferisce in un appartamento con Peter, un ragazzo che si traveste da Marilyn Monroe e si fa chiamare Marilyn. Ottiene un impiego al guardaroba al Blitz Club e conosce il musicista Kirk Brandon. Grazie a Kirk, conosce l'affascinante batterista Jon Moss, ma viene licenziato dal Blitz Club e si rivolge al manager dei Sex Pistols, Malcolm McLaren, per far proseguire la sua carriera musicale. La permanenza di George nel gruppo di McLaren, Bow Wow Wow, è breve, ma un fan di nome Mikey Craig gli propone di unirsi alla sua band ed è proprio lì che George rincontra Jon. I due hanno una relazione e il loro gruppo si trasforma nei celebri Culture Club. Quattro anni dopo, però, tormentato dalla stampa scandalistica e dall'abuso di droghe, un George triste e deluso si rivolge a Jon per un consiglio.

## Colonna sonora
1. Go Wild in the Country - Bow Wow Wow
2. Das Model - Kraftwerk
3. Heroes - David Bowie
4. Hiroshima Mon Amour - Ultravox
5. My Guy - Mary Wells
6. Empire State Human - The Human League
7. Vienna - Ultravox
8. Will You - Hazel O'Connor
9. Memorabilia - Soft Cell
10. Venus In Furs - The Velvet Underground
11. Stand and Deliver - Adam and the Ants
12. Beauty And The Beast - David Bowie
13. Always Crashing In The Same Car - David Bowie
14. Fade To Grey - Visage
15. White Boy - Culture Club
16. Do You Really Want to Hurt Me - Culture Club
17. Electricity - Orchestral Manoeuvres in the Dark
18. Hong Kong Garden - Siouxsie and the Banshees
19. Anarchy In The UK - Sex Pistols
20. Happy House - Siouxsie and the Banshees